# Pierre Louÿs

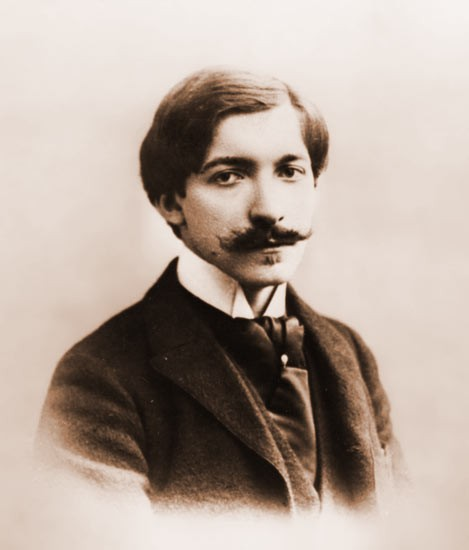
Pierre Louÿs

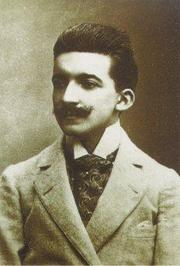
Pierre Louÿs

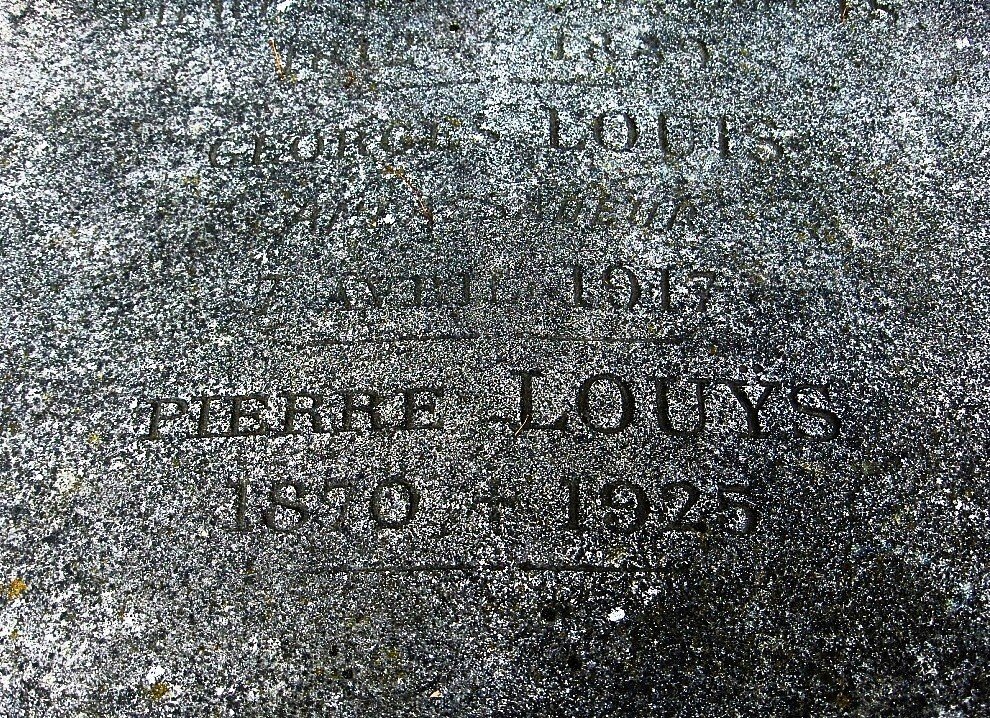
Pierre Louÿs (Cimetière du Montparnasse, Paříž).

Pierre Louÿs (10. prosince 1870 Gent, Belgie – 4. června 1925 Paříž) byl francouzský spisovatel a básník období parnasismu a symbolismu. Je znám svými stylisticky vytříbenými popisy erotiky.

## Život
Mezi jeho přátele patřili Stéphane Mallarmé, André Gide nebo Paul Valéry. Byl pochován na hřbitově 'Cimetière du Montparnasse' v Paříži.

## Spisy
- Astarté (1891)
- Lêda ou la louange des bienheureuses ténèbres, (1894, Léda)
- Ariane ou le chemin de la paix éternelle (1894)
- La Maison sur le Nil ou Les apparences de la vertu (1894)
- Les Chansons de Bilitis (1894, Písně Bilitiny)
- Danaë ou le malheur (1895)
- Aphrodite (1896, Afrodita)
- La Femme et le Pantin, (1898, Žena a tahací panák, Žena a loutka, Žena a tatrman) – román se stal předlohou filmu Luise Buñuela nazvaného Ten tajemný předmět touhy (1977)
- Byblis ou l'enchantement des larmes (1898)
- Les Aventures du roi Pausole (1901, Příhody krále Pausola)
- Pervigilium Mortis (1917) - neotištěno
- Isthi (1917)
- Poëtique (1917)
- Manuel de civilité pour les petites filles à l'usage des maisons d'éducation (1926)
- Trois Filles de leur mère (1926)
- Pybrac (1927)
- Psyché (1927)
- Contes antiques (1929, Antické povídky) - bibliofilie
- Au Temps des Juges (1933)
- L'Île aux dames, náčrt erotického románu
- Mon journal 24 juin 1887 – 16 mai 1888 (1994, Můj deník 24. červen 1887 – 16. květen 1888), ISBN 2-02-022919-6

Dále bylo vydáno několik svazků korespondence se spisovateli Curnonsky, Francois Caradec, Jean-Paul Goujon, Jean de Tinan, André Gide, Paul Valéry, Peter Fawcett, Pascal Mercier.

### České překlady
- Lukianovy hovory prodajných, překlad Josef Jan Svátek, Praha : Alois Hynek, 1900
- Afrodite : mravy antické, překlad Josef Pachmayer, Praha : Alois Hynek, 1900, 2. vydání 1926
- Příhody krále Pausola, překlad Franta Štěpánek, Plzeň : Steinhauser, mezi 1901 – 1925
- Antické povídky, překlad Emerich Hladký (= Arnošt Procházka), KDA, svazek 37, Praha : Kamilla Neumannová, 1908
- Písně Bilitiny, překlad Jaroslav Pasovský, Královské Vinohrady : F. Adámek, 1910, 2. vydání: Přerov : Bohumil Krs, 1932
- Žena a tahací panák : španělský román, překlad E. Horká, Praha : Josef R. Vilímek, 1912, 2. vydání 1922
- Nepravá Estera : Povídky, překlad Josef Otto Novotný, KDA, svazek 114, Praha : Kamilla Neumannová, 1914
- Únos po plese v opeře, Praha : Toužimský, 1924
- Soumrak nymf, překlad Vojta Hanč, Plzeň : Jan Kobes, 1925
- Antické povídky, překlad Arnošt Procházka, Praha : Prokop Toman ml., 1928
- Tři dcery své matky, Edice Olisbos, Václav Čejka, 1930 [1]
- Psyché : román, Překlad Otakar Auředníček, Praha : Josef R. Vilímek, 1930
- Žena a loutka, překlad Jaroslav Fryčer, Brno : Host, 1997, ISBN 80-86055-20-5
- Tři dcery a matka, překlad Karel Jaroš, Praha : Dybbuk, 2007, ISBN 978-80-86862-41-5